# Variabele w-uil
De variabele w-uil (Lacanobia suasa) is een nachtvlinder uit de familie van de uilen, de Noctuidae. De Engelse naam voor deze soort is Dog's Tooth en slaat op de kenmerkende donkere tapvlek, die vastzit aan de binnenste golflijn. (Deze tekening is op de foto hiernaast niet heel goed te zien). De voorvleugellengte bedraagt tussen de 15 en 20 millimeter. De soort komt verspreid over het Palearctisch gebied voor. Hij overwintert als pop.

## Waardplanten
De variabele w-uil heeft allerlei kruidachtige planten als waardplanten.

## Voorkomen in Nederland en België
De variabele w-uil is in Nederland en België een algemene soort, die verspreid over het hele gebied kan worden gezien. De vlinder kent twee generatie die vliegen van halverwege april tot in oktober.